# Gudja United FC
Gudja United Footbal Club – maltański klub piłkarski, mający siedzibę w mieście Gudja. Obecnie występuje w Maltese First Division.

## Historia
Chronologia nazw:
- 1945: Gudja United FC

Klub piłkarski Gudja United FC został założony w miejscowości Gudja w 1945 roku przez grupę młodych ludzi zafascynowanych piłką nożną. Najpierw zespół rozpoczął występy w niższych ligach w sezonie 1949/50. Po prawie trzech dekadach zespół w 1974 po raz pierwszy awansował do Second Division. Potem spadł z powrotem do Third Division. Przed rozpoczęciem sezonu 1980/81 nastąpiła reorganizacja systemu lig, First Division został przemianowany na Premier League. W 1983 klub ponownie zdobył promocję do drugiego poziomu, zwanego First Division. Następnie znów spadł do Second Division, aby w 1992 po raz trzeci wrócić do drugiej dywizji. Występy w First Division były krótkotrwałe i klub wrócił do gry w trzeciej dywizji. A w 1999 został zdegradowany do Third Division. Dopiero w sezonie 2004/05 zwyciężył w czwartej lidze i awansował do Second Division. Sezon 2006/07 zajął przedostatnie 11.miejsce w Second Division i spadł do Third Division. W sezonie 2008/09 zajął drugie miejsce w Section A czwartej dywizji, jednak w barażach o awans odpadł w półfinale. W kolejnych dwóch sezonach był trzecim w swojej sekcji i brał udział w barażach o awans. Jeśli w 2010 próba była nieudaną, to w 2011 klub uzyskał promocję do Second Division. W następnym sezonie 2011/12 zajął drugą lokatę i awansował do First Division. Sezon 2015/16 zakończył na ostatnim 14.miejscu i został zdegradowany do Second Division. Po dwóch latach, w 2018 zwyciężył w trzeciej dywizji i wrócił do First Division. W sezonie 2018/19 zajął drugie miejsce w I dywizji i zdobył historyczny awans do Premier League.

## Barwy klubowe, strój
| Niebieski | Biały |

Klub ma barwy biało-niebieskie. Zawodnicy domowe spotkania zazwyczaj grają w niebieskich koszulkach, niebieskich spodenkach oraz niebieskich getrach.

## Sukcesy

### Trofea międzynarodowe
Nie uczestniczył w rozgrywkach europejskich (stan na 31-05-2019).

### Trofea krajowe
| \| \| Zdobyte trofea w rozgrywkach Malty (stan na: 31-05-2019) \| |                                                          |      |                  |
| Rozgrywki                                                         | Osiągnięcie                                              | Razy | Sezon(y)         |
| Mistrzostwo                                                       | I miejsce                                                | 0    |                  |
| Mistrzostwo                                                       | II miejsce                                               | 0    |                  |
| Mistrzostwo                                                       | III miejsce                                              | 0    |                  |
| Mistrzostwo                                                       | ?.miejsce                                                | 1    | 2019/20          |
| Puchar                                                            | zdobywca                                                 | 0    |                  |
| Puchar                                                            | finalista                                                | 0    |                  |
| Puchar                                                            | 1/8 finału                                               | 2    | 2012/13, 2014/15 |
| II liga                                                           | I miejsce                                                | 0    |                  |
| II liga                                                           | II miejsce                                               | 1    | 2018/19          |
| II liga                                                           | III miejsce                                              | 0    |                  |
| Malta                                                             | Zdobyte trofea w rozgrywkach Malty (stan na: 31-05-2019) |      |                  |

- Third/Second Division (D3):
  - mistrz (4x): 1973/74 (Section ?), 1982/83 (Section ?), 1991/92 (Section ?), 2017/18
  - wicemistrz (1x): 2011/12

## Struktura klubu

### Stadion
Klub piłkarski rozgrywa swoje mecze domowe na Football Ground w Gudja, który może pomieścić 1300 widzów. Mecze Premier League jednak rozgrywane na stadionach Ta’ Qali Stadium (17 797 widzów), Centenary Stadium (3 000 widzów) w Ta’ Qali oraz Hibernians Stadium (3 000 widzów) w Paola.

## Kibice i rywalizacja z innymi klubami

### Rywalizacja
Największymi rywalami klubu są inne zespoły z okolic.

### Derby
- Għaxaq FC